# Minotaure (insecte)
Typhaeus typhoeus
Pour les articles homonymes, voir Minotaure (homonymie).
Espèce
Le Minotaure, Typhaeus typhoeus, est une espèce d'insectes coléoptères coprophages de la famille des géotrupidés.

## Description
Cette espèce possède un corps assez large, convexe, noir et luisant. Ce coléoptère présente un dimorphisme sexuel important : les mâles sont pourvus de trois cornes thoraciques dirigées vers l'avant tandis que les femelles ne possèdent que deux petites pointes sur le haut et l'avant du thorax.

## Répartition
Le minotaure peut être observé en Europe de l'ouest, notamment dans des territoires sableux. 